# Lucas Liu Hsien-tang
Lucas Liu Hsien-tang (chiń. 劉獻堂; pinyin Liú Xiàntáng; ur. 21 grudnia 1928 w Dongshuangtan) – tajwański duchowny rzymskokatolicki, w latach 1983–2004 biskup Xinzhu.

## Życiorys
Święcenia kapłańskie przyjął 30 listopada 1956. 24 października 1980 został prekonizowany biskupem koadiutorem Xinzhu. Sakrę biskupią otrzymał 1 stycznia 1981. 29 czerwca 1983 objął urząd biskupa diecezjalnego. 4 grudnia 2004 przeszedł na emeryturę.